# Marten Eikelboom
Marten Eikelboom, född den 12 oktober 1973 i Zwolle, Nederländerna, är en nederländsk landhockeyspelare.
Han tog OS-guld i herrarnas landhockeyturnering i samband med de olympiska landhockeytävlingarna 2000 i Sydney.
Han tog därefter OS-silver i herrarnas landhockeyturnering i samband med de olympiska landhockeytävlingarna 2004 i Aten.